# Sieraków
Sieraków é um município da Polônia, na voivodia da Grande Polônia e no condado de Międzychód. Estende-se por uma área de 14,08 km², com 3 590 habitantes, segundo os censos de 2016, com uma densidade de 429,9 hab/km².